# Forever (TV-serie)
Forever är en amerikansk TV-serie som sändes 2014-2015 på ABC. Serien handlar om Dr. Henry Morgan, en odödlig rättsläkare i New York. 

## Handling
Henry Morgan dog första gången för tvåhundra år sedan, då han försökte rädda livet på en slav ombord på ett slavfartyg. Han återvände till livet kort efteråt, och sedan dess åldras han inte och återuppstår alltid om han blir dödad. Genom sitt långa liv har han samlat på sig stor kunskap inom olika områden vilket, tillsammans med hans goda iakttagelseförmåga, gör honom ovärderlig som medhjälpare åt kriminalinspektör Jo Martinez på New Yorkpolisen (NYPD).